# Xarxet de la puna
L'ànec de la puna (Spatula puna) és una espècie d'ocell de la família dels anàtids (Anatidae) que habita llacs, aiguamolls i estanys de la zona de la "puna", des del centre del Perú, oest de Bolívia, nord de Xile i nord-oest de l'Argentina. Antany ubicat al gènere Anas, modernament se l'ha inclòs en el gènere Spatula com S. puna